# Prix Senghor
Le prix Senghor du premier roman francophone et francophile plus couramment appelé prix Senghor, est un prix littéraire international qui a été créé en 2006 par des passionnés de littératures francophones et francophiles, sous l'impulsion de Dominique Loubao, Ingénieure inter-culturel.

## Historique
Créé en 2006, année du centenaire de la naissance de Léopold Sedar Senghor,,, l'objectif du prix est de distinguer un premier roman d’un auteur d’expression française et ainsi de promouvoir de « jeunes » écrivains d’expression française. Le « prix Senghor du premier roman francophone et francophile » souhaite encourager au niveau international, l'utilisation de la langue française comme outil d'expression écrite, et rendre hommage parallèlement au «poète-président» sénégalais, amoureux de cette belle langue, agrégé de grammaire française (1935) et membre de l'Académie française (1983-2001). Léopold Sédar Senghor a en effet toujours soutenu la création artistique et pensé que les Arts et les Lettres avaient vocation particulière à exprimer l’humaine condition. C’est de sa philosophie humaniste que se réclame ce prix, voulant favoriser Le dialogue entre les cultures, au travers du partage volontaire d’une langue commune.

## Membres du jury (Octobre 2024)
- Lise Gauvin, Autrice, essayiste, universitaire et critique littéraire (Québec)
- Isabelle Colin, responsable de la bibliothèque Germaine-Tillion, conservatrice au Réseau des bibliothèques Ville de Paris
- Caroline Moulin-Schwartz, modératrice de débats
- Élisabeth Lesne, Editrice et Agent littéraire
- Tchiseka Lobelt, Directrice du livre et de la lecture (collectivité territoriale de Guyane), Présidente Promolivre
- Henri Lallement, Libraire Centre Wallonie-Bruxelles,
- Nicolas Forest, Bibliothécaire, Médiathèque Landowski (Boulogne-Billancourt)
- Dominique Loubao, Ingénieure inter-culturel
- Balla Fofana, Ecrivain et journaliste à Libération
- Carine Saint Medar, Journaliste Culture

## Liste des lauréats
- 2006 : ex aequo L'Heure hybride de Kettly Mars, éditions Vents d'ailleurs/ avec Voleur de sucre d’Éric Dupont, Marchand de Feuilles
- 2007 : Le Cœur des enfants léopards de Wilfried N'Sondé, Actes Sud
- 2008 : Le Goût des abricots secs de Gilles D. Perez, Le Rouergue
- 2009 : Les Carnets de Douglas de Christine Eddie[5], éditions Alto et Héloïse d'Ormesson
- 2010 : ex aequo Nos silences de Wahiba Khiari[6], Elyzad et Ici-bas de Bruno Nassim Aboudrar, Gallimard
- 2011 : L'Embrasure de Douna Loup[6], Mercure de France
- 2012 : La Nuit du chien d'Olivier Brunhes, Actes Sud
- 2013 : Salone de Laurent LD Bonnet , Vents d'ailleurs
- 2014 : Les Absents de Georgia Makhlouf[4], Rivages
- 2015 : Les Jardins de consolation de Parisa Reza[4], Gallimard
- 2016 : Anguille sous roche d'Ali Zamir[7], éditions Le Tripode
- 2017 : Le Plongeur de Stéphane Larue[7], Le Quartanier
- 2018 : Traversée de Francis Tabouret, P.O.L
- 2019 : Le Fil des anges d'Ester Mann et Lévon Minasian[8], Vents d'ailleurs
- 2020 : L’Imprudence de Loo Hui Phang[8] , Actes Sud et Donbass de Benoît Vitkine, Equinox, Les Arènes
- 2021 : La Mer Noire dans les Grands Lacs d’Annie Lulu, Julliard.
- 2022 : Ultramarins de Mariette Navarro, Quidam éditeur.
- 2023 : Je me souviens de Falloujah de Feurat Alani, JC Lattès.
- 2024 : Pipeline de Rachel M. Cholz, Seuil[9].